# 橘氏公
橘 氏公（たちばな の うじきみ）は、平安時代前期の公卿。参議・橘奈良麻呂の孫。内舎人・橘清友の七男。仁明天皇の外叔父。官位は従二位・右大臣、贈従一位。井手右大臣と称される。

## 経歴
弘仁元年（810年）に昇殿。左衛門大尉・蔵人を経て、弘仁6年（815年）従五位下・左衛門佐に叙任される。同年姉で嵯峨天皇の夫人であった嘉智子が皇后に冊立されると、弘仁8年（817年）従五位上、弘仁10年（819年）正五位下、弘仁11年（820年）従四位下・右衛門督、弘仁13年（822年）従四位上・蔵人頭兼右近衛中将と急速に昇進する。
弘仁14年（823年）正月に蔵人頭を辞すが、同年4月の淳和天皇の即位に伴って、嘉智子所生の皇子・正良親王が春宮に立てられると、氏公は正四位下に叙せられる。その後、淳和朝では刑部卿・宮内卿を歴任する。天長10年（833年）正月に従三位に叙せられ、3月に春宮・正良親王が即位（仁明天皇）すると、その外戚として参議兼右近衛大将に任ぜられた。
仁明朝では、承和5年（838年）上位3名（藤原良房（権中納言）・源信・源定（いずれも参議））を飛び越えて中納言に、承和9年（842年）には大納言に任ぜられる等、天皇の外戚として順調に昇進する。同年7月に発生した承和の変には関与しなかったが、息子の橘真直らが処罰されたことで右近衛大将を藤原良房と交代している。承和11年（844年）には右大臣に昇進するが、この頃以降、病気により家に籠もりがちとなり、政治に関わりを持たなかった。翌承和12年（845年）従二位に至る。
承和14年（847年）12月19日薨去。享年65。即日従一位の位階が贈られた。薨伝には「太后（嘉智子）弟を以てこの顕要を歴る」とあり、嘉智子の威光により要職を歴任したと記載されている。

## 官歴
注記のないものは『六国史』による。
- 時期不詳：正六位上
- 弘仁元年（810年） 3月：昇殿[2]
- 弘仁4年（813年） 正月11日：左衛門大尉[2]
- 弘仁5年（814年） 正月：蔵人[2]
- 弘仁6年（815年） 正月7日：従五位下。正月10日：左衛門佐
- 弘仁7年（816年） 正月10日：兼因幡介[2]。11月1日：兼美作守[2]
- 弘仁8年（817年） 正月7日：従五位上。正月10日：但馬守[2]
- 弘仁10年（819年） 正月7日：正五位下。2月5日：右馬頭[2]
- 弘仁11年（820年） 正月18日：従四位下。正月21日：右衛門督[2]
- 弘仁13年（822年） 正月7日：従四位上。正月：蔵人頭[2]。11月25日：右近衛中将[2]
- 弘仁14年（823年） 正月：辞蔵人頭[2]。4月27日：正四位下
- 天長2年（825年） 正月11日：刑部卿[2]
- 天長3年（826年） 7月15日：宮内卿[2]
- 天長6年（829年） 正月13日：兼但馬守[2]
- 天長10年（833年） 正月7日：従三位。3月24日：右近衛大将（依外舅）。6月8日：参議
- 承和5年（838年） 正月10日：中納言
- 承和8年（841年） 11月20日：正三位
- 承和9年（842年） 3月4日：大納言、右近衛大将如元
- 承和11年（844年） 7月2日：右大臣
- 承和12年（845年） 正月7日：従二位
- 承和14年（847年） 12月19日：贈従一位

## 系譜
- 父：橘清友
- 母：粟田小松泉子[2]
- 妻：田口真仲（田口継麿の娘）[2] - 仁明天皇乳母
  - 長男：橘岑継（804-860）[3]
  - 三男：橘真直（816-852）[4]
- 生母不明の子女
  - 男子：橘岑雄
  - 女子：橘影子（?-864） - 仁明天皇女御
  - 次女：橘時子[2] - 源明室
  - 女子：橘房子 - 文徳天皇後宮
  - 女子：橘忠子 - 文徳天皇後宮